# De Snip (plaats)
De Snip is een buurtschap in de gemeente Opmeer, in de Nederlandse provincie Noord-Holland.
Het is gelegen rond de kruising van de Langereis met de Westerboekelweg. Het merendeel van de bewoning ligt als een echt klein lintdorpje aan de Westerboekelweg maar ook het deel dat direct rond de kruising is gelegen aan de Langereis wordt meestal bij de buurtschap gerekend. Recht tegenover De Snip, aan de overkant van de Langereis is de buurtschap Hanedoes gelegen.
De Snip was tot 1979 gelegen in de gemeente Hoogwoud, die toen opging in de gemeente Opmeer. De Snip valt formeel net als een deel van Langereis onder Hoogwoud.
Dorpen: Aartswoud · De Weere · Hoogwoud · Opmeer · Spanbroek · Wadway (deels)

Woonplaatsen: Gouwe · Zandwerven     
Buurtschappen: Abbekerkeweere · De Kaag · De Kolk · De Snip · Harderwijk · Lagehoek · Langereis (deels) · Paradijs

Noord-Holland: Steden en dorpen in Noord-Holland      Nederland: Provincies · Gemeenten